# Stanka Zlateva
Stanka Zlateva (n. 1 martie 1983, Krușare, Sliven, Sliven, Bulgaria) este o luptătoare ce a reprezentat Bulgaria, medaliată olimpică. A participat la 3 ediții ale Jocurilor Olimpice (2004, 2008, 2012) în care a câștigat două medalii de argint.